# Penny Smith
Penny Smith (Geelong, 21 aprile 1995) è una tiratrice a volo australiana, specializzata nel Trap, disciplina in cui ha vinto la medaglia di bronzo ai Giochi olimpici di Parigi 2024.
In carriera vanta anche quattro medaglie ai Campionati mondiali di tiro.
Nel 2021 ha gareggiato ai Giochi olimpici di Tokyo 2020 classificandosi sesta sia nella gara individuale, chiudendo la finale all'ultimo posto, sia in quella a squadre miste insieme a Thomas Grice.

## Palmarès
- Giochi olimpici

Parigi 2024: bronzo nel trap.
- Campionati mondiali di tiro

Mosca 2017: oro nel trap a squadre miste.
Lonato del Garda 2019: bronzo nel trap a squadre miste.
Osijek 2022: bronzo nel trap a squadre femminili.
Baku 2023: argento nel trap a squadre femminili.